# Herbert Marcuse
Herbert Marcuse (ur. 19 lipca 1898 w Berlinie, zm. 29 lipca 1979 w Starnbergu) – niemiecko-amerykański filozof pochodzenia żydowskiego, ideolog rewolty studenckiej roku 68 i socjolog marksistowski, przedstawiciel szkoły frankfurckiej.

## Życiorys
Urodził się w rodzinie żydowskiej. Odbył studia na uniwersytecie w Berlinie i we Fryburgu Bryzgowijskim. W latach 20 XX w. był członkiem Partii Socjaldemokratycznej, stając się marksistą. Od 1933 podejmował współpracę z Maxem Horkheimerem, dyrektorem Instytutu Badań Społecznych (Institut für Sozialforschung) na Uniwersytecie we Frankfurcie nad Menem. Wspólnie z nim oraz z innymi reprezentantami szkoły frankfurckiej udał się na emigrację do USA po tym, gdy do władzy doszła partia NSDAP z Adolfem Hitlerem na czele. Od 1940 obywatel Stanów Zjednoczonych, w tym samym roku opublikował Rozum i rewolucję (Reason and Revolution, polski przekład w 1966), którą poświęcił myśli G. Hegla. Podczas II wojny światowej, a także niedługo po jej zakończeniu, pracował dla służb wywiadowczych USA, po czym został profesorem Uniwersytetu Brandeisa w Waltham w stanie Massachusetts (1953-1965). W 1965 objął katedrę na Uniwersytecie Kalifornijskim w San Diego.
W pracy Eros i cywilizacja podejmuje polemikę z tezą Freuda o konieczności represji w procesie sublimacji i stawia hipotezę co do możliwości nierepresywnej kultury, bazując na Schillerze oraz na greckim antyku. Kluczowymi figurami stają się dla niego Narcyz i Orfeusz. W 1957 wydał książkę krytykującą „marksizm sowiecki”, w swoich innych pracach również polemizuje z praktyką i teorią „socjalizmu realnego” (stąd uważa się go czasem za marksistę wolnościowego). Jego książki, zwłaszcza Eros i cywilizacja, były bardzo popularne podczas rewolty 1968 roku. On sam początkowo podszedł do niej entuzjastycznie, by później uznać wszelkie ruchy oporu wobec kapitalizmu za z góry wpisane w jego logikę. W czasach hipisów zasłynął stwierdzeniem że „kwiaty nie mają mocy”, co miało odnosić się do wiary, jaką hipisi pokładali w naturze. Nowa Lewica stworzyła hasło „Marks, Mao, Marcuse”. Sam Marcuse odcinał się jednak od tego rodzaju skojarzeń, twierdził, że nie reprezentuje Nowej Lewicy i nie rości sobie pretensji do bycia jej liderem czy rzecznikiem. Podkreślał także, że jego idee są banalizowane przez media a ich sens w przekazach medialnych jest wykrzywiony.
Mimo popularności Erosa i cywilizacji wśród niemieckich studentów Marcuse zyskał światową popularność za sprawą Człowieka jednowymiarowego (One-Dimensional Man, wyd. 1964, polski przekład 1991). Doprowadziła ona do tego, że w drugiej połowie lat 60 XX w. stał się osobą znaną nie tylko w USA. Stworzył teorię, według której nadmiar dóbr materialnych sprawił, że robotnicy nie stanowią już siły rewolucyjnej w zachodnich społeczeństwach współczesnego świata. Ową teorię przyjęły ruchy studenckie amerykańskie i europejskie, a zwłaszcza w Republice Federalnej Niemiec, gdzie w trakcie protestów studenckich prowadził w maju 1968 wykłady. Od 1972 krytycznie zdystansował się od swoich niektórych uczniów. W 1972 wydał pracę Counter-revolution and Revolt, w której zawarł chłodną ocenę tzw. „chłopięcej walki”, którą rozwijał wcześniej w An Essay on Liberation z 1966 r. Według Alana Palmera: „gdy umierał, 31 lipca 1979 r., był już jednym z proroków wczorajszego dnia”.

## Polskie przekłady
Książki:
- Rozum i rewolucja. Hegel a powstanie teorii społecznej, tłum. Danuta Petsch, Warszawa 1966, Wyd. KiW (Reason and revolution: Hegel and the rise of social theory 1941)
- Eros i cywilizacja, tłum. Hanna Jankowska, Arnold Pawelski, Warszawa 1998, Wyd. Muza S.A., ISBN 83-7200-107-3 (Eros and Civilization A Philosophical Inquiry into Freud, 1955)
- Człowiek jednowymiarowy: badania nad ideologią rozwiniętego społeczeństwa przemysłowego, Wstęp Wieslaw Gromczyński, tłum. Stanisław Konopacki, Zofia Koenig i inni, Warszawa 1991, Wyd. PWN, ISBN 83-01-10041-9 (One-Dimentional Man Studies in The Ideology of Advanced Industrial Society, 1964)

Teksty w antologiach:
- Walka z liberalizmem w totalitarnej koncepcji państwa, tłum. Jerzy Łoziński, [w:] Jerzy Łoziński (red.), Szkoła frankfurcka, Kolegium Otryckie, Warszawa 1985–1987
- O pojęciu istoty, tłum. Jerzy Łoziński, [w:] ibid.
- Filozofia a teoria krytyczna, tłum. Jerzy Łoziński, [w:] ibid. (wraz z Maxem Horkheimerem)
- O pewnych społecznych implikacjach współczesnej techniki, tłum. Janusz Stawiński, [w:] ibid.
- Kontrrewolucja i rewolta, tłum. b.d. [w:] Stefan Morawski (red.), Zmierzch estetyki – rzekomy czy autentyczny? Czytelnik, Warszawa 1987
- Trwałość sztuki: przeciw określonej estetyce marksistowskiej, tłum. b.d. [w:] ibid.
- Walka z liberalizmem w totalitarnej koncepcji państwa, tłum. Jerzy Łoziński, [w:] Janusz Dobieszewski i Marek J. Siemek (red.), Marksizm XX wieku. Antologia tekstów, Wyd. Uniwersytetu Warszawskiego, Warszawa 1990
- Triumf pozytywnego myślenia: jednowymiarowa filozofia, tłum. Marek Kozłowski, [w:] ibid.
- Esej o wyzwoleniu, tłum. Marek Palczewski i Stanisław Konopacki, [w:] ibid.

Teksty w periodykach:
- Przyczynki do fenomenologii materializmu historycznego, tłum. Jerzy Łoziński, [w:] „Colloquia Communia” nr 4-5 (9-10), Warszawa 1983
- O problemie dialektyki, tłum. Janusz Stawiński, [w:] ibid.
- Filozofia a teoria krytyczna, tłum. Jerzy Łoziński, [w:] ibid.
- Trwałość sztuki: przeciw określonej estetyce marksistowskiej, tłum. b.d. [w:] „Literatura na Świecie” nr 5 (142), Warszawa 1983
- Socjalizm narodowy contra Hegel, tłum. Danuta Petsch, [w:] „Pismo literacko-artystyczne” nr 4 (47), Warszawa 1986
- Humanizm socjalistyczny? tłum. b.d. [w:] „Lewą Nogą” nr 11, Warszawa 1999
- Nowe podstawy materializmu historycznego, cz.1, tłum. b.d. [w:] „Lewą Nogą” nr 13, Warszawa 2001